# SB CFe 2/2
| SB CFe 2/2                                                   | SB CFe 2/2                               | SB CFe 2/2                          | SB CFe 2/2                               |
| ------------------------------------------------------------ | ---------------------------------------- | ----------------------------------- | ---------------------------------------- |
| Werkfoto des CFe 2/2 3 der Säntisbahn                        |                                          |                                     |                                          |
| Bauartbezeichnung und Nummerierung: ab 1946: Zeit nach 1949: | CFe 2/2 1 CFe 2/2 37 Ge 2/2 49 Te 2/2 49 | CFe 2/2 2 CFe 2/2 38 BTB Xe 2/2 202 | CFe 2/2 3 CFe 2/2 39 Xm 1/2 50 Xm 1/2 51 |
| Hersteller:                                                  | SWS, MFO                                 | SWS, MFO, AB                        | SWS, MFO, AB, Saurer                     |
| Baujahr:                                                     | 1912                                     | 1912                                | 1912                                     |
| Umbau:                                                       | 1955                                     | –                                   | 1962                                     |
| Ausmusterung:                                                | –                                        | 1953                                | 2014                                     |
| Achsformel:                                                  | B0                                       | B0                                  | A 1                                      |
| Spurweite:                                                   | 1000 mm                                  | 1000 mm                             | 1000 mm                                  |
| Länge über Puffer:                                           | 11'040 mm                                | 7650 mm                             | 7650 mm                                  |
| Gesamtradstand:                                              |                                          | 4000 mm                             | 4000 mm                                  |
| Dienstmasse:                                                 | 17,5 t                                   | 12 t                                | 15 t                                     |
| Reibungsmasse:                                               | 17,5 t                                   | 12 t                                | 7,5 t                                    |
| Höchstgeschwindigkeit:                                       | 30 km/h                                  | 45 km/h                             | 45 km/h                                  |
| Stundenleistung:                                             | 96 kW                                    | 96 kW                               | 48 kW                                    |
| Stundenzugkraft:                                             |                                          | 11 kN bei 30 km/h                   | 5 kN bei 30 km/h                         |
| Raddurchmesser:                                              | 900 mm                                   | 900 mm                              | 900 mm                                   |
| Installierte Leistung:                                       | –                                        | –                                   | 74 kW                                    |
| Motorbauart:                                                 | –                                        | –                                   | Saurer BLD 1                             |
| Nenndrehzahl:                                                | –                                        | –                                   | 1600/min                                 |
| Leistungsübertragung:                                        | –                                        | –                                   | elektrisch                               |
| Stromsystem:                                                 | 1000 V =                                 | 1500 V =                            | –                                        |
| Anzahl Fahrmotoren:                                          | 2                                        | 2                                   | 1                                        |
| Übersetzungsverhältnis:                                      | 1 : 4,5                                  | 1 : 4,5                             | 1 : 4,5                                  |
| Sitzplätze 2. Klasse: Stehplätze 2. Klasse:                  | 36 20                                    | –                                   | –                                        |

Die CFe 2/2 waren drei meterspurige zweiachsige Elektrotriebwagen mit einem Drittklass- und einem Gepäckabteil, die von der Säntisbahn (SB) – der späteren Elektrischen Bahn Appenzell–Weissbad–Wasserauen (AWW) – zur Betriebseröffnung ihrer Talstrecke Appenzell–Wasserauen im Jahr 1912 beschafft wurden.

## Technische Beschreibung
Die Konstruktion der CFe 2/2 1–3 lehnte sich an die damals üblichen zweiachsigen Strassenbahntriebwagen an. In der Mitte der Wagen befand sich jedoch ein kleines Gepäckabteil, in dem sich Passagiere stehend aufhalten konnten. Hersteller des mechanischen Teils war die Schweizerische Wagonsfabrik Schlieren (SWS). Die Druckluftbremse stammte von Westinghouse. Den elektrischen Teil mit zwei Fahrmotoren für 1000 Volt Gleichspannung lieferte die Maschinenfabrik Oerlikon (MFO). Die Anfahrwiderstände  und der Lyrastromabnehmer, der 1937 durch einen Pantografen ersetzt wurde, befanden sich auf dem Dach.

## Einsatz

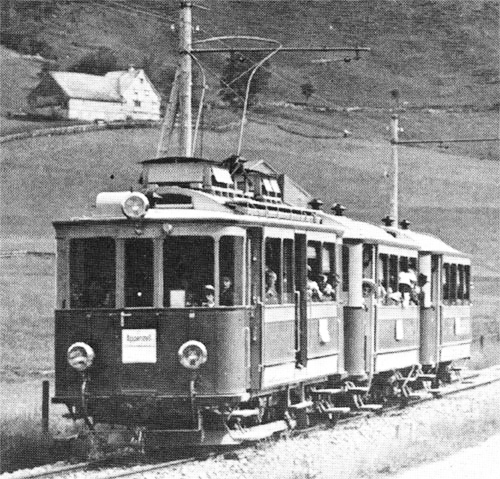
CFe 2/2 der Säntisbahn unterwegs mit zwei Anhängewagen zwischen Wasserauen und Appenzell

Während der Woche und besonders im Winter verkehrten die CFe 2/2 als Alleinfahrer, wobei der Wagenführer auch die Aufgaben des Kondukteurs übernahm. Für stärkeren Verkehr standen sechs zweiachsige Personenwagen C2 11–16 zur Verfügung. Als nach dem Zweiten Weltkrieg der Tourismus kräftig zunahm, konnte an schönen Sommerwochenenden der Verkehr mit den drei Triebwagen nicht mehr bewältigt werden. Mit den drei CFe 2/2 und einem Dieseltriebwagen BCFm 2/4 der Appenzellerbahn wurden zwei Zugskompositionen gebildet, wobei die Triebwagen in Doppeltraktion verkehrten.
Mit der Fusion der AWW und der Appenzeller Bahn (AB) im Jahr 1947 erhielten die drei Triebwagen die Betriebsnummern 37–39. Die Strecke Appenzell–Wasserauen führte zunächst ein gewisses betriebliches Eigenleben, denn die unterschiedlichen Fahrleitungsspannungen der AWW und AB verhinderten einen durchgehenden Einsatz der elektrischen Triebfahrzeuge. Als dann 1949 die Spannung der AWW-Strecke auf 1500 Volt wie bei der AB erhöht wurde, wurden durchgehende Züge zwischen Gossau und Wasserauen eingeführt und die CFe 2/2 abgestellt. Triebwagen 38 kam zur Birsigtalbahn, wo er im Jahr 1953 als Xe 2/2 202 einem Depotbrand zum Opfer fiel. Teile der beiden anderen Triebwagen dienten zum Bau der Lokomotive Ge 2/2 49 und des Fahrleitungsmontagewagens Xm 1/2 50.

## Ge 2/2

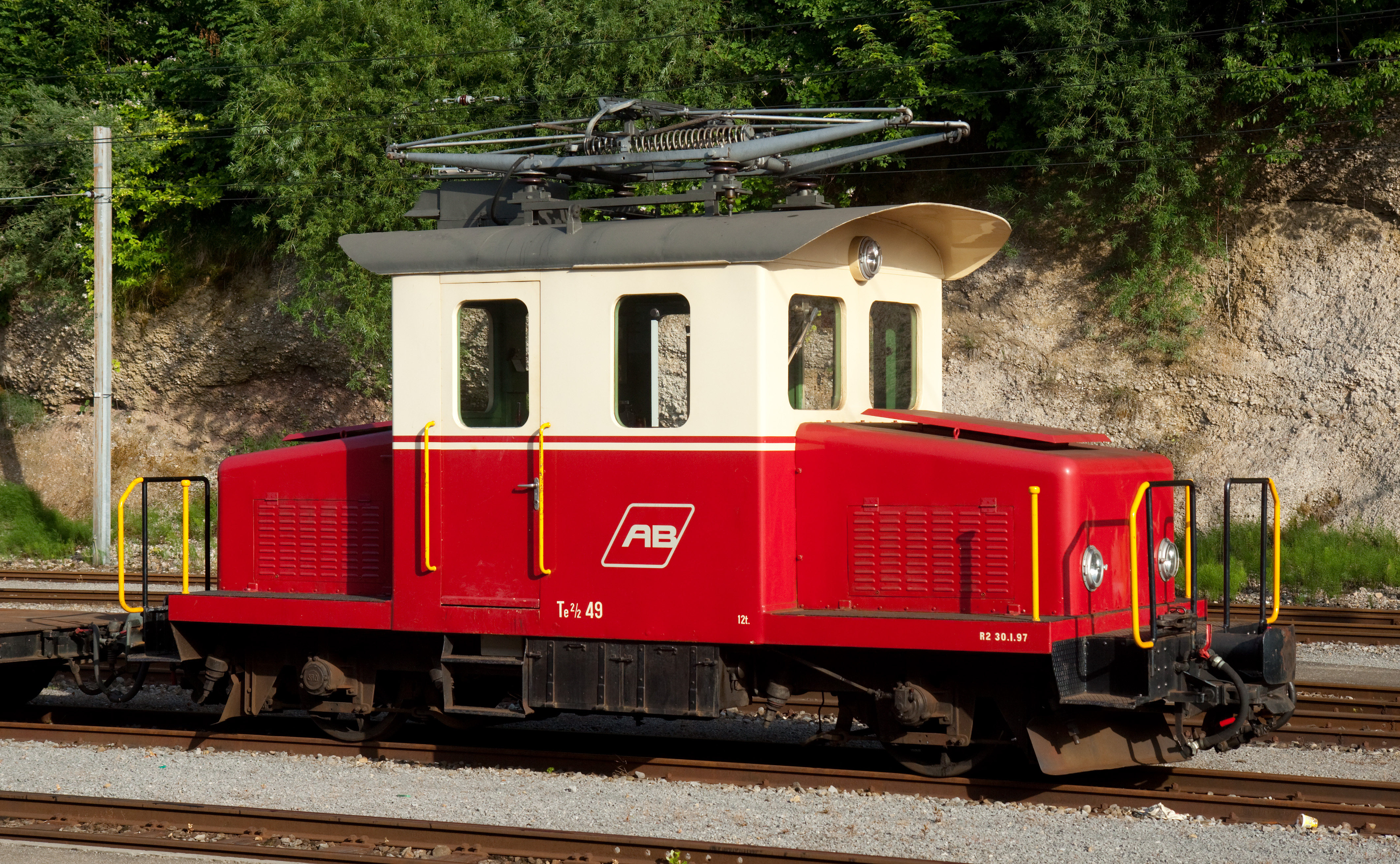
Te 2/2 49 im Jahr 2010 in Herisau

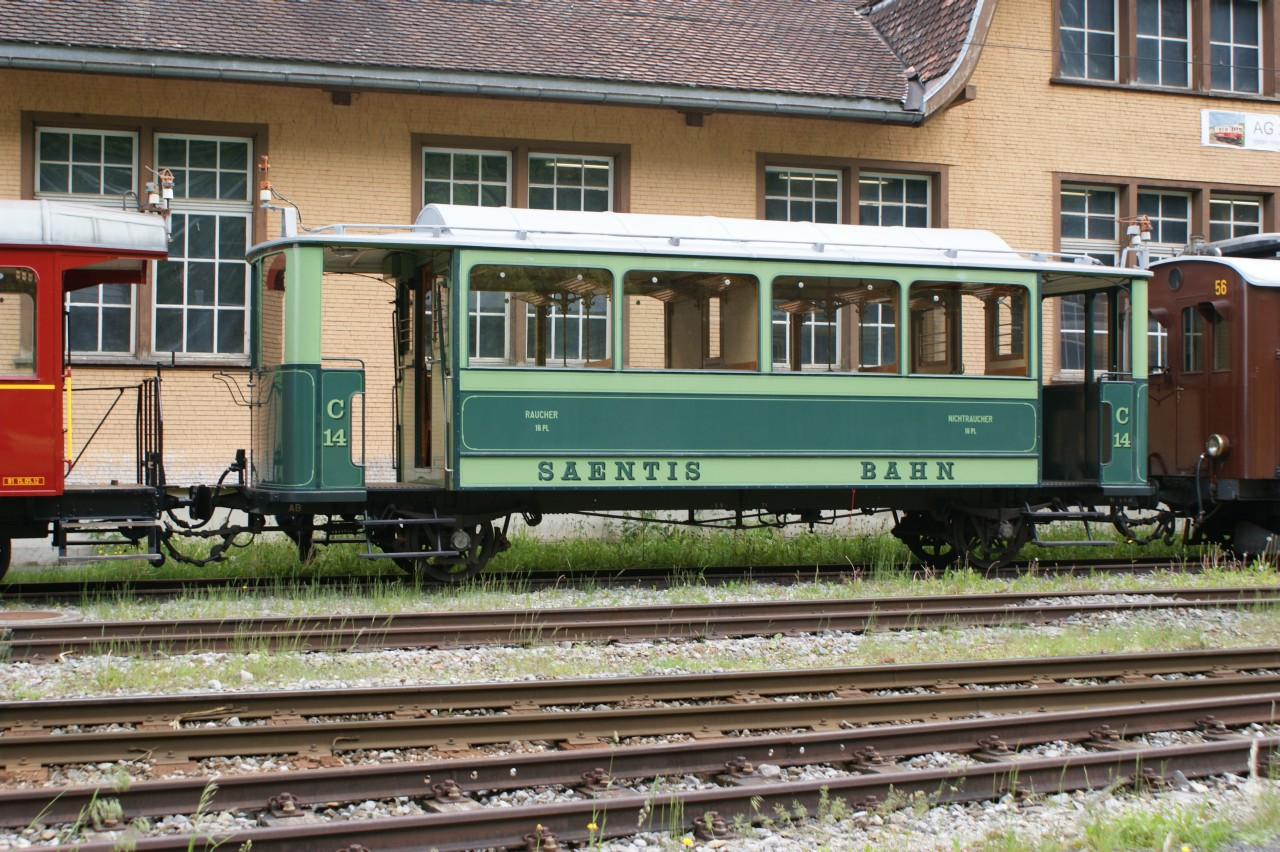
C 14 der früheren Säntisbahn (SB). Bei der AB dienten von der SB stammenden Zweiachser als Verstärkungswagen im Spitzenverkehr.

Die elektrische Ausrüstung des CFe 2/2 37 wurde an die auf 1500 Volt erhöhte Fahrleitungsspannung angepasst. 1954 erhielt der Triebwagen, der nur mit 30 km/h verkehren konnte, eine rote Lackierung. Nach einigen Probefahrten verkürzte die Appenzeller Bahn 1955 das Untergestell und ersetzte den Wagenkasten durch ein zentrales Führerhaus mit zwei Führertischen für stehende Bedienung. In den zwei Vorbauten auf beiden Seiten des Führerhauses sind die Anfahrwiderstände und der Kompressor untergebracht. Die Westinghouse-Bremse wurde durch eine Oerlikon-Druckluftbremse ersetzt. Anstelle von Dachrutenkupplungen wurden Heizkabel angebracht. Die mit einem rot/crèmen Anstrich versehene Ge 2/2 49 wurde im Güterverkehr zwischen Herisau und Urnäsch eingesetzt und führte vereinzelt Wintersportzüge Schwende–Wasserauen. Ab 1966 besorgte sie als Traktor Te 2/2 49 Rangierdienst in Herisau und diente im Baudienst.
Nach einer Revision bildet die Lokomotive mit der ursprünglichen Bezeichnung Ge 2/2 49 zusammen mit den beiden noch erhaltenen Personenwagen C 13 und C 14 der ehemaligen Säntisbahn einen Nostalgiezug.

## Xm 1/2

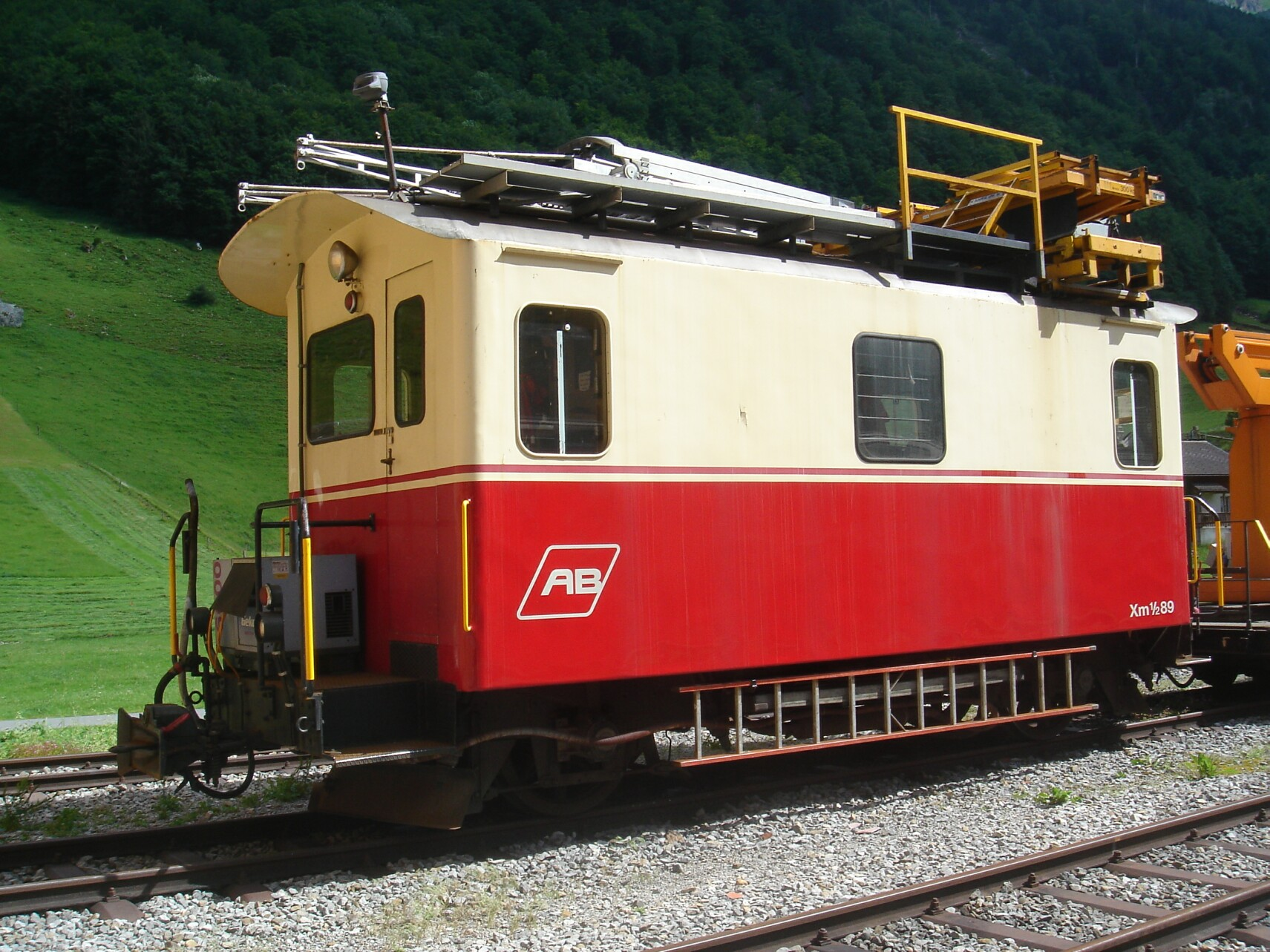
Xm 1/2 in Wasserauen, 2007

Aus dem CFe 2/2 39 baute die Werkstätte Herisau im Jahr 1962 den selbstfahrenden dieselelektrischen Fahrleitungswagen Xm 1/2 50. Auf dem verkürzten Untergestell wurde ein neuer Wagenkasten in Stahlbauweise mit zwei Führerständen und einem Magazinraum aufgebaut. Auf dem Dach befindet sich ein Kontrollpantograf und eine Montageplattform. Angetrieben wurde das Dienstfahrzeug von einem 100-PS-Saurer-Dieselmotor. Eine Achse war angetrieben. Der Fahrmotor, das Getriebe, die Trieb- und die Laufachse stammten vom CFe 2/2 39.
1966 wurde die Betriebsnummer 50 für den De 4/4 benötigt und der Fahrleitungsmontagewagen erhielt die Nummer 51 und später die Nummer 89. 2014 wurde das Fahrzeug abgebrochen.

## Bilder

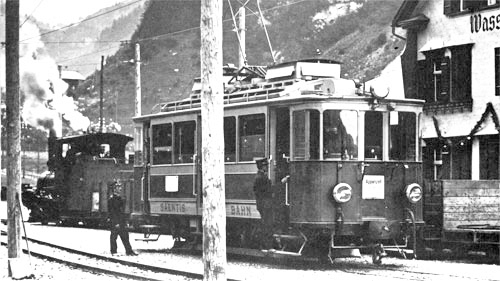
CFe 2/2 im Jahr 1912. Im Hintergrund HG 2/3 der ASt, die als Baulokomotive eingesetzt wurde
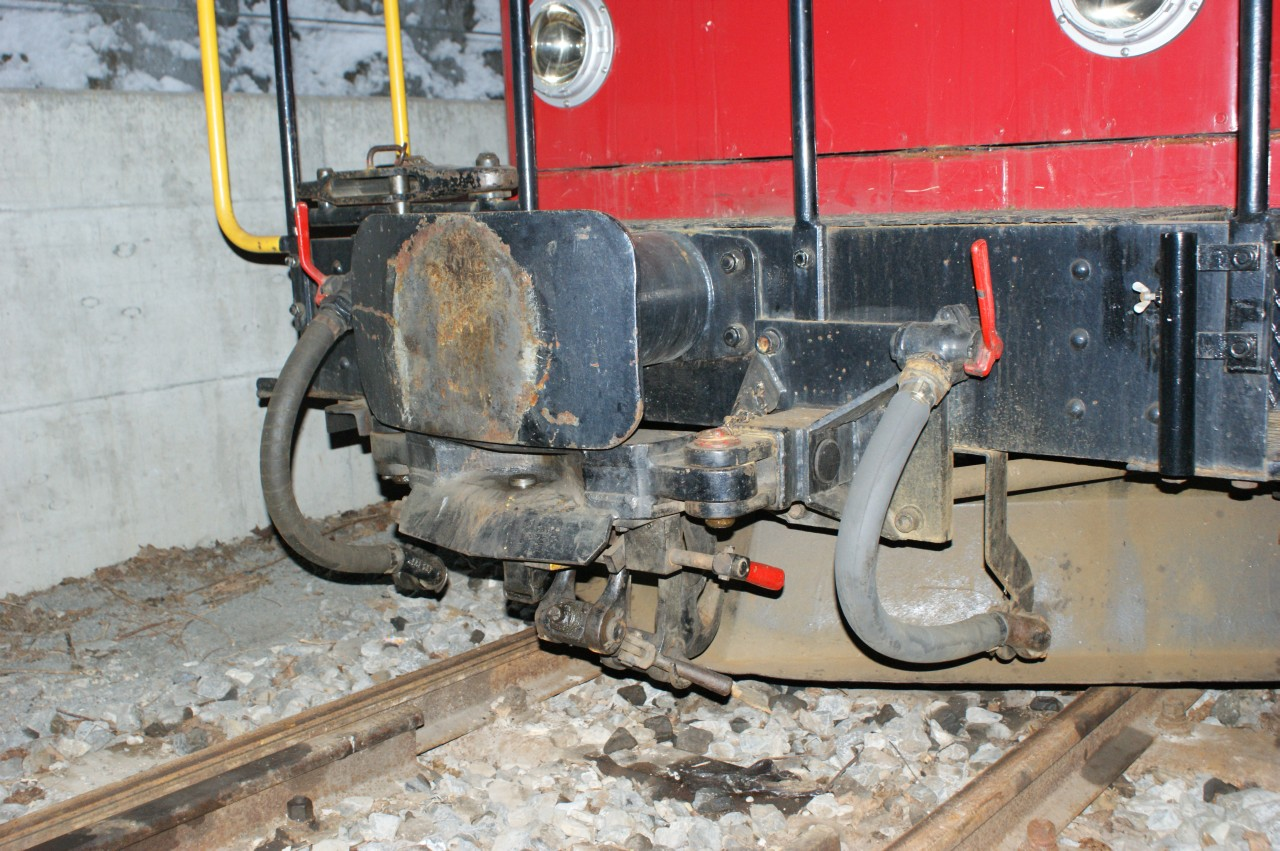
Mittelpufferkupplung des Te 2/2 49, darunter +GF+-Hilfskupplung
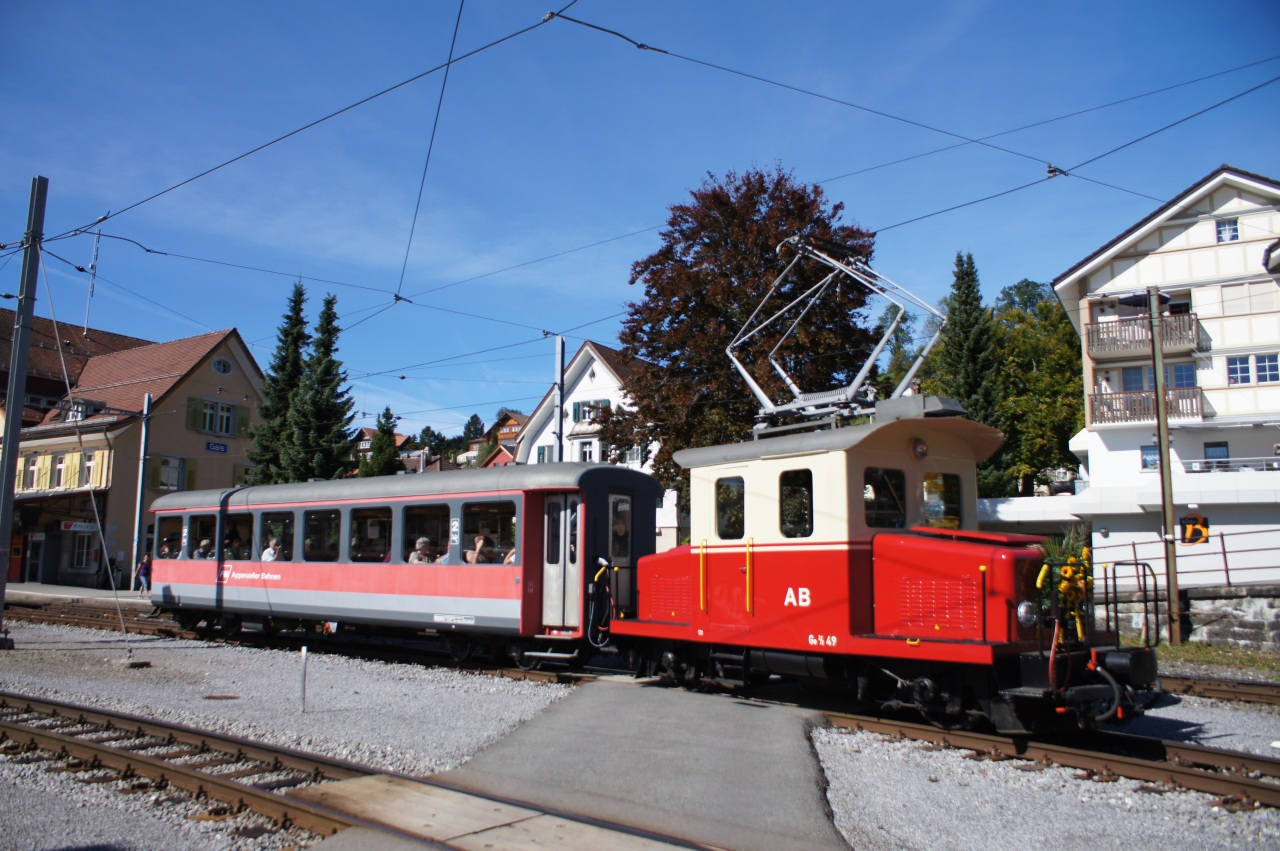
Historische Ge 2/2 49 mit B 282 der früheren SGA im Jahr 2014 in Gais
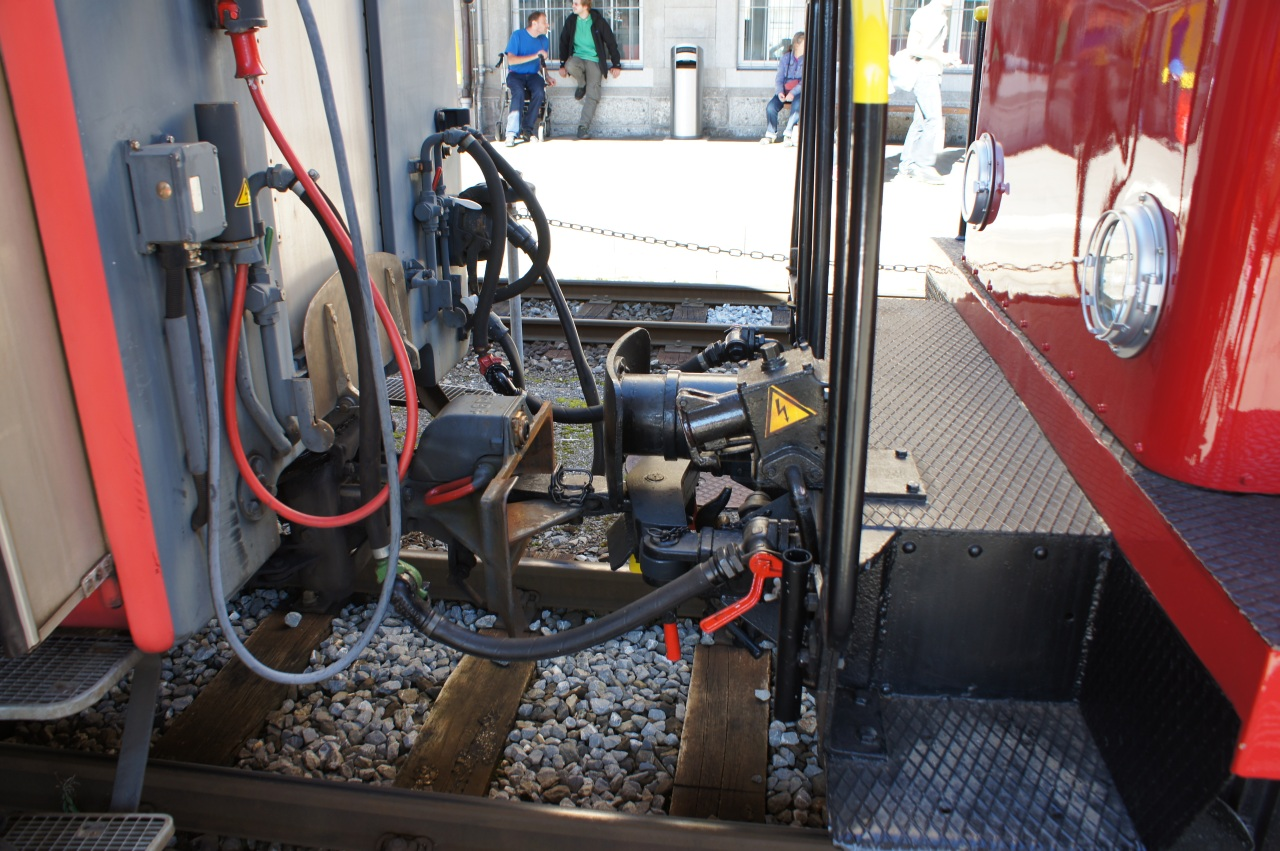
An Ge 2/2 gekuppelter B 282. Damit die Türschliessung funktioniert, ist die Speiseleitung (grün) mit der Bremsleitung (rot) gekuppelt.
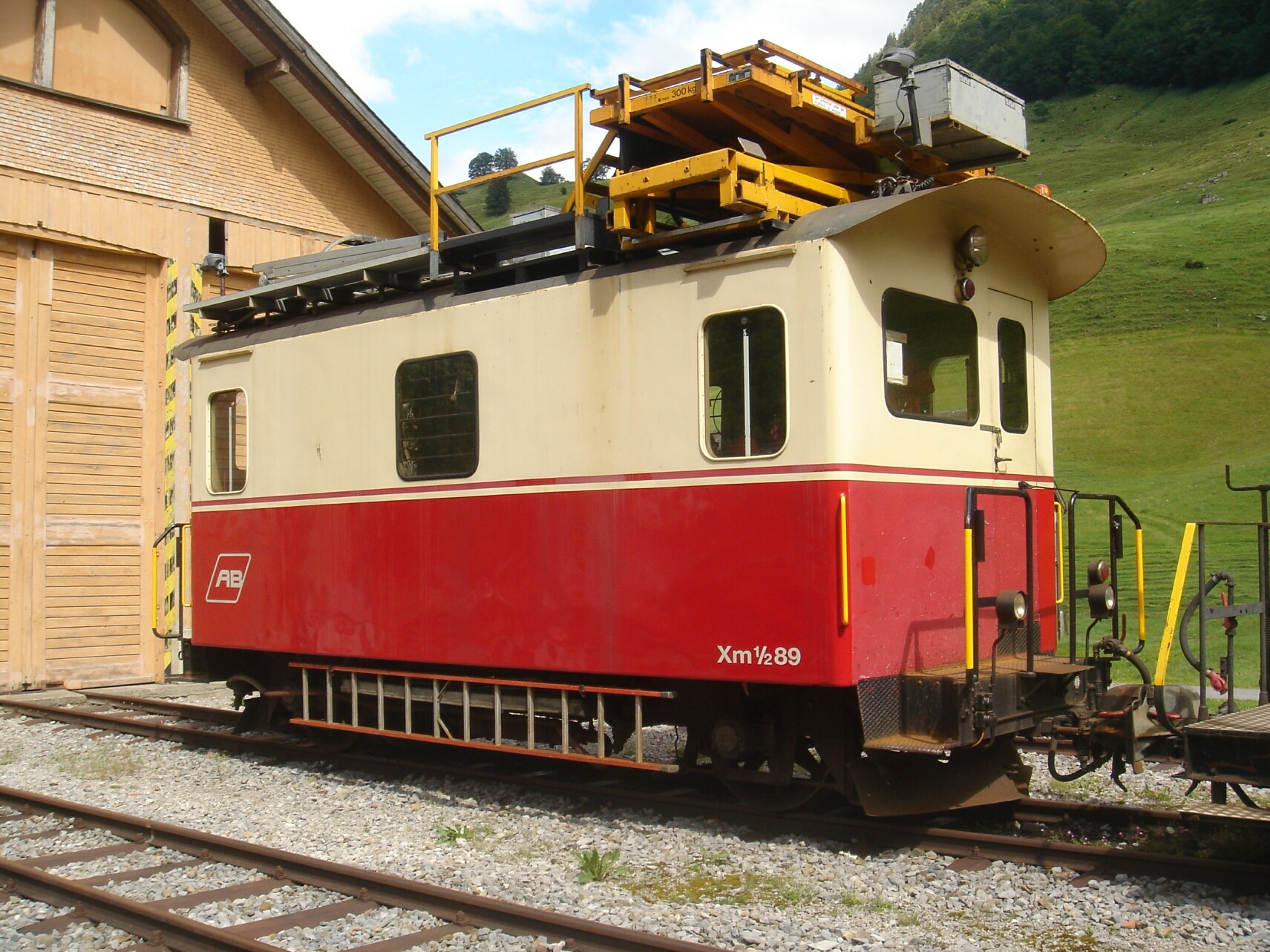
Fahrleitungsmontagewagen Xm 1/2 89 im Jahr 2007 in Wasserauen